# Roquefort-sur-Garonne
Roquefort-sur-Garonne é uma comuna francesa na região administrativa de Occitânia, no departamento de Alta Garona. Estende-se por uma área de 13,56 km². Em 2010 a comuna tinha 803 habitantes (densidade: 59,2 hab./km²).